# نطاق إكس
النطاق اكس هو تعيين لنطاق من الترددات في منطقة راديو الموجات الصغيرة من الطيف الكهرومغناطيسي. في بعض الحالات، كما هو الحال في هندسة الاتصالات ، يتم تعيين نطاق تردد «النطاق اكس» من قِبل معهد مهندسي الكهرباء والإلكترونيات (IEEE) على أنه من 8.0 إلي 12.0 جيجاهيرتز. يتم استخدام النطاق اكس للرادارات والاتصالات عبر الأقمار الصناعية وشبكات الكمبيوتر اللاسلكية.

## رادار

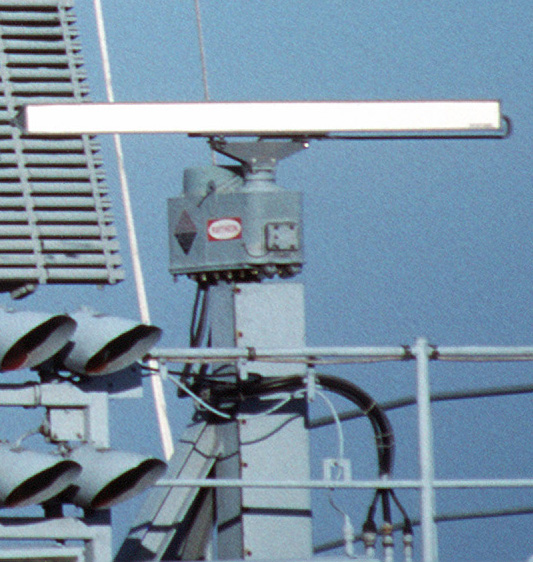
هوائي لرادار يعمل في «نطاق اكس» على متن سفينة.

يستخدم النطاق اكس في كثير من تطبيقات الرادار بما في ذلك الموجات المستمرة والنبضية والاستقطاب الأحادي والاستقطاب المزدوج ورادار الفتحة المتكافئة والمصفوفات الطورية . تُستخدم النطاقات الفرعية لترددات الرادار في النطاق اكس في المؤسسات المدنية والعسكرية والحكومية لرصد الطقس ومراقبة الحركة الجوية ومراقبة حركة السفن البحرية وتتبع الدفاع واكتشاف سرعة المركبات لإنفاذ القانون. 
غالبًا ما يستخدم النطاق اكس في الرادارات الحديثة. تسمح الأطوال الموجية الأقصر للنطاق اكس بالتقاط صور ذات دقة أعلى من رادارات التصوير عالية الدقة لتحديد الهدف والتمييز.